# Episodi di Crossing Lines (prima stagione)
La prima stagione della serie televisiva Crossing Lines, composta da dieci episodi, è stata trasmessa in anteprima mondiale, in Italia, dal 14 giugno 2013 al 12 luglio 2013 su Rai 2 e Rai HD.
Negli Stati Uniti d'America è trasmessa dal 23 giugno 2013 da NBC.
| nº  | Titolo originale          | Titolo italiano                | Prima TV USA   | Prima TV Italia |
| --- | ------------------------- | ------------------------------ | -------------- | --------------- |
| 1-2 | Pilot                     | Il rituale                     | 23 giugno 2013 | 14 giugno 2013  |
| 3   | The Terminator            | L'eliminatrice                 | 30 giugno 2013 | 21 giugno 2013  |
| 4   | Long-Haul Predators       | Predatori                      | 7 luglio 2013  | 21 giugno 2013  |
| 5   | Special Ops – Part 1      | Operazioni speciali (1ª parte) | 14 luglio 2013 | 28 giugno 2013  |
| 6   | Special Ops – Part 2      | Operazioni speciali (2ª parte) | 21 luglio 2013 | 28 giugno 2013  |
| 7   | The Animals               | Animali                        | 28 luglio 2013 | 5 luglio 2013   |
| 8   | Desperation & Desperados  | La Fuga                        | 11 agosto 2013 | 5 luglio 2013   |
| 9   | Scars and Wounds – Part 1 | Vecchie ferite (1ª parte)      | 18 agosto 2013 | 12 luglio 2013  |
| 10  | Scars and Wounds – Part 2 | Vecchie ferite (2ª parte)      | 18 agosto 2013 | 12 luglio 2013  |

## Il rituale
- Titolo originale: Pilot
- Diretto da: Daniel Percival
- Scritto da: Edward Allen Bernero

### Trama
Il commissario Louis Daniel, membro dell'Europol, cerca di costruire una squadra di agenti di polizia provenienti da tutta Europa. L'uomo si reca ad Amsterdam per reclutare l'ultimo membro: Carl Hickman, un ex investigatore della polizia americana. Hickman ha una mano offesa e nel tempo ha sviluppato una dipendenza da antidolorifici. A Roma, Dublino, Londra e Parigi sono stati trovati i corpi di quattro donne e gli omicidi sembrano essere correlati. Daniel chiede ed ottiene i permessi per consentire alla squadra di investigare sul serial killer. Una scarpa trovata sulla scena del crimine consente al gruppo di risalire al negozio dove è stata acquistata. Mentre Hickman si attarda per assumere una dose di morfina contro il dolore, Anne-Marie San viene rapita dal criminale. L'assassino riesce a superare un posto di blocco perché la sua auto ha la targa dell'ambasciata americana. Grazie alla strumentazione dell'esperto di tecnologia Sebastian Berger, la squadra deduce che il killer era sull'ultima scena del crimine. Gli agenti determinano anche che l'uomo ha portato Anne-Marie in un parco di Berlino. Il killer ferisce Anne-Marie, ma lei resiste dando tempo alla squadra di trovare la loro posizione. Hickman lo insegue, ma il criminale accoltella mortalmente Sienna. L'agente capo Daniel gli spara e Hickman prende la pistola per evitare un incidente internazionale.

## L'eliminatrice
- Titolo originale: The Terminator
- Diretto da: Laurent Barès
- Scritto da: Christopher Smith

### Trama
Ad Amsterdam una avvenente donna bionda avvelena un miliardario e gli sottrae un quadro di Van Gogh. Gli agenti della ICC trovano altri due casi simili avvenuti nel corso dell'ultimo anno in altri paesi europei. Nell'appartamento della vittima, una scansione forense rivela che la sostanza ingerita dall'uomo è polonio-210. Le immagini delle telecamere di sicurezza consentono di risalire all'identità della criminale. Grazie alle indagini sul quadro di Vermeer di una precedente della vittima, la squadra riesce a trovare anche due complici della donna. Il primo menziona un misterioso signore del crimine "Il russo" come colui che ha fornito il polonio per testarne gli effetti sulle vittime. L'altro rivela che il prossimo obiettivo si trova a Praga in una galleria d'arte. L'agente Eva Vittoria si sostituisce ad una delle cameriere presenti alla mostra con l'obiettivo di avvicinarsi a tutti gli invitati per verificare la presenza di elementi radioattivi con un contatore Geiger. Nel frattempo, Michel Dorn parla con la moglie di Louis, Rebecca, per saperne di più su quello che è successo la notte in cui loro figlio è morto a causa dello scoppio di un'autobomba.

## Predatori
- Titolo originale: Long-Haul Predators
- Diretto da: Eric Valette
- Scritto da: Oliver Hein-MacDonald

### Trama
La squadra scopre che alcuni camionisti europei sono implicati in un giro di scommesse clandestine. Un meccanico manomette le auto di alcune famiglie negli autogrill e, quando i veicoli si fermano in panne, i camionisti prelevano gli adulti e li costringono a combattere tra di loro, tenendo i loro figli in ostaggio. I bambini che restano orfani vengono allevati dalla moglie del meccanico. L'agente Sebastian Berger lavora con il suo ex partner Kathrin Eicholz che offre il proprio figlio per la retata in cui Eva e l'agente Tommy McConnell si fingono genitori. Hickman e Louis notano una somiglianza tra il bimbo e Sebastian e gli chiedono se è suo figlio, ma non ricevono una risposta.

## Operazioni speciali (1ª parte)
- Titolo originale: Special Ops – Part 1
- Diretto da: Andy Wilson
- Scritto da: Rachel Anthony

### Trama
Hickman e Anne-Marie sono sul confine franco-italiano e stanno indagando su Phillip Genovese, la persona che ha paralizzato la mano di Hickman. A Cannes, il figlio del miliardario Lev Marianski, Maxim, viene preso in ostaggio e la sua guardia del corpo e la sua fidanzata vengono uccisi. Anne-Marie ricorda un caso simile a Firenze un paio di mesi prima. I genitori divorziati di Maxim arrivano sulla scena. Hickman nota nervosismo di Lev e lo porta ad ammettere di aver stipulato una polizza assicurativa sul ragazzo che copre eventuali richieste di riscatto e quindi Maxim ha un microchip impiantato nel suo corpo. Sebastian localizza il microchip nella villa di famiglia. Purtroppo nell'abitazione viene ritrovato il microchip in una busta. Il team si apposta nella villa in attesa che i rapitori avanzino le loro richieste. Eva viene inviata a Firenze per verificare la presenza di collegamenti tra i casi. Louis riceve una telefonata da Dorn che chiede perché la squadra stia indagando sul suo contatto con Dimitrov. Louis capisce il ruolo che ha Lev nella ricerca del criminale russo. Nel frattempo, il rapitore utilizza un collegamento video per mostrare Maxim ai genitori e poi chiedere 10 milioni di euro in dieci ore. Lev supplica per avere più tempo. La comunicazione viene interrotta da un'esplosione nella villa.

## Operazioni speciali (2ª parte)
- Titolo originale: Special Ops – Part 2
- Diretto da: Andy Wilson
- Scritto da: Rachel Anthony

### Trama
L'esplosione ha coinvolto unicamente la stanza dedicata alle guardie del corpo del ragazzo. I rapitori contattano Lev Marianski e, durante la conversazione, Hickman si rende conto che i malviventi li stanno osservando. A Firenze, Eva incontra con l'unica testimone del caso avvenuto in Italia: la consulente di orientamento di una scuola d'arte. Questa si dichiara estranea ai fatti, ma non riesce a convincere l'agente. I rapitori mettono Maxim in un contenitore ermetico con una quantità limitata di ossigeno e verrà data aria solo se il riscatto verrà pagato e il corriere potrà avvisare di essere sfuggito alla polizia. Eva segue la sua sospettata e scopre che la donna è coinvolta e sta gestendo il collegamento video tra i rapitori e la signora Marianski. La consulente scolastica scopre l'agente e, nella lotta, muore. Louis si offre per consegnare i soldi del riscatto, mentre Tommy segue la situazione da un elicottero. Dai PC che Eva ha trovato è possibile vedere la stanza da cui i rapitori stanno trasmettendo ma, all'improvviso, alcuni uomini armati fanno irruzione e uccidono i rapitori: questo aumenta notevolmente le probabilità che Maxim muoia. Louis conduce l'operazione per catturare il corriere, ma questi non ha collegamenti con il gruppo di rapitori. L'esplosione ed altri aspetti del rapimento insospettiscono Hickman. L'ispettore interroga la madre di Maxim e la donna confessa di aver conosciuto la consulente scolastica e di aver organizzato con lei un finto rapimento. Le cose però non sono andate come si aspettava. Sebastian utilizza l'indirizzo IP del computer dei rapitori e unendole alle immagini trasmesse dai PC scoperti da Eva riesce a dare indicazioni a Tommy per raggiungere il casolare in cui è imprigionato Maxim.

## Animali
- Titolo originale: The Animals
- Diretto da: Philippe Haïm
- Scritto da: Christopher Smith

### Trama
Hickman si reca in una banca de L'Aia e chiede di poter parlare con il direttore. Guardandosi intorno, l'ispettore nota qualcosa di sospetto e fa partire una chiamata verso il suo ufficio. Poco dopo, un gruppo di persone mascherate da animali fa irruzione nella banca. Si tratta di un gruppo preparato, con pistole, fucili ed esplosivi. Subito si pensa a un furto, ma con il passare del tempo le intenzioni dei rapinatori si fanno più inquietanti. Prendono tempo, uccidono il direttore della banca e chiedono quattro auto per poter fuggire. Daniel e la squadra dall'esterno, con l'aiuto di Hickman all'interno, anche se scoperto dai malviventi, riescono a capire il vero motivo dell'irruzione in banca e ad arrestare i rapinatori.

## La Fuga
- Titolo originale: Desperation & Desperados
- Diretto da: Daniel Percival
- Scritto da: Edward Allen Bernero

### Trama
In Italia, due ragazzi fanno irruzione nel magazzino di un clan mafioso e sottraggono droga e denaro. I ladri vengono scoperti e prendono in ostaggio la figlia del boss. Con l'auto della ragazza, i due decidono di spostarsi verso la Slovenia. Gli uomini di Conti iniziano ad inseguirli, uccidendo tutti i testimoni del loro passaggio. Sebastian e Tommy analizzano una delle scene del crimine e deducono che i killer si stanno trattenendo perché c'è una persona in ostaggio che desiderano recuperare. Uno dei rapitori viene ferito e il compagno lo porta in un ambulatorio medico. Mentre attendono la riuscita dell'operazione, il secondo rapitore rivela alla ragazza il motivo per cui hanno sottratto la droga. La squadra dell'ICC riesce a neutralizzare i killer e a raggiungere i ragazzi. Eva aiuta Angela a sopportare lo shock di aver scoperto di essere la figlia di un boss mafioso confidandole che i suoi genitori sono stati uccisi per aver fatto affari con suo padre.

## Vecchie ferite (1ª parte)
- Titolo originale: Scars and Wounds – Part 1
- Diretto da: Hannu Salonen
- Scritto da: Edward Allen Bernero

### Trama
(Durante l'episodio, la squadra non è in grado di contattare l'agente Anne-Marie.) Hickman viene chiamato dall'ispettore olandese Seeger per identificare un corpo. Hickman crede che sia la sua ragazza scomparsa, Shari, ma risulta essere il direttore di banca della rapina (episodio "Animali"). L'ispettore Seeger arresta Hickman per l'omicidio, avendo la prova della sua precedente attività con la vittima e avendo trovato una valigetta vuota trovata dietro la sua roulotte, ipotizzando che essa contenesse i 100.000 euro illegalmente prelevati dalla banca. Nell'obitorio, a Tommy è permesso di guardare il corpo; ciò gli permette di sottolineare che le ferite non potrebbero essere state fatte da Hickman, a causa della sua mano destra storpia. Una impronta di un anello con il monogramma "G" è stata trovata anche in alcune ferite. Louis lo dice a Hickman e quest'ultimo collega la cosa a Genovese. Louis dice anche a Hickman di conoscere il suo passato con Genovese e gli chiede di non diventare un "vigilante" nella ricerca di Shari. Hickman lascia la squadra, ritorna al luna park e viene attirato in una caserma. Dentro, Genovese lo assale mentre ammette di aver ucciso il direttore della banca. Sostiene di aver sparato a Shari per farlo sembrare un omicidio-suicidio e lascia Hickman ammanettato vicino a lei vicino, con una pistola e una siringa piena di droga. Nel frattempo, il computer e l'attrezzatura di Sebastian sono stati violati; incolpa gli ex datori di lavoro di Eva presso la polizia italiana. Dorn si avvicina ancora di più a trovare Dimitrov, ma gli viene tesa un'imboscata. Chiama Louis per dire che Dimitrov conosce i loro piani. Louis si precipita a casa per scoprire che Rebecca è scomparsa dal loro appartamento dopo che è stato saccheggiato.

## Vecchie ferite (2ª parte)
- Titolo originale: Scars and Wounds – Part 2
- Diretto da: Eric Valette
- Scritto da: Edward Allen Bernero

### Trama
(La squadra continua a provare e contattare l'agente Anne-Marie.) L'ispettore Seeger e Tommy arrivano al luna park, liberando Hickman che combatte contro lo scagnozzo di Genovese. Hickman fa uno scontro a fuoco con Genovese, finendo per ferirlo. Sia Shari che Genovese vengono portati in ospedale. Hickman si scusa con un'inconscia Shari, poi va nella stanza di Genovese, dove dice a Seeger e Tommy che Genovese usa il carnevale itinerante per il traffico di bambini. Sulla via del ritorno dall'Italia, Sebastian e Eva vengono fermati sulla strada per permettere a un'auto bruciata di essere tirata da un fosso. Eva crede che sia l'auto di Anne-Marie e chiama Tommy per dirglielo. Sebastian ha bisogno che i suoi computer funzionino e Eva ammette che sono stati i suoi ex colleghi ad hackerarlo, dopo che lei ha detto agli italiani che Sebastian stava segretamente accedendo ai loro documenti informatici per cercare criminali che il team ICC stava perseguendo. I suoi ex colleghi rimuovono il virus dai suoi computer quando accetta di rilasciare pubblicamente i suoi file più personali, come punizione. A Parigi, incapace di trovare Louis e Rebecca, Dorn riceve una telefonata per incontrare Dimitrov, che gli dice che Rebecca era il bersaglio previsto della bomba che uccise lei e il figlio di Louis, come lei e Dorn erano responsabili per l'ICC che condannò il cognato di Dimitrov, che rivela essere stata una vendetta per la crisi degli ostaggi dell'ospedale di Budyonnovsk - in cui la moglie e le due figlie di Dimitrov sono state uccise. Dorn ha 24 ore per liberare il cognato, oppure Rebecca e Louis moriranno. Sul luogo dell'incidente, con i suoi computer e gli scanner forensi che funzionano di nuovo, l'attrezzatura di Sebastian rivela impronte che si allontanano dall'incidente, che gli danno la speranza che Anne-Marie sia ancora viva. Il capo dell'ispettore Seeger, rivelando che sta lavorando per Genovese, sopraffà Seeger e rilascia Genovese. Dorn chiama la squadra per trovare Rebecca e Louis, dato che non rilascerà mai un criminale di guerra.